# Vertol VZ-2
El Vertol VZ-2 (también conocido como Model 76) fue un avión experimental diseñado y construido por el fabricante aeronáutico estadounidense Vertol, cuyo fin era la investigación de las capacidades VTOL de las aeronaves de alas basculantes. 

## Diseño y desarrollo

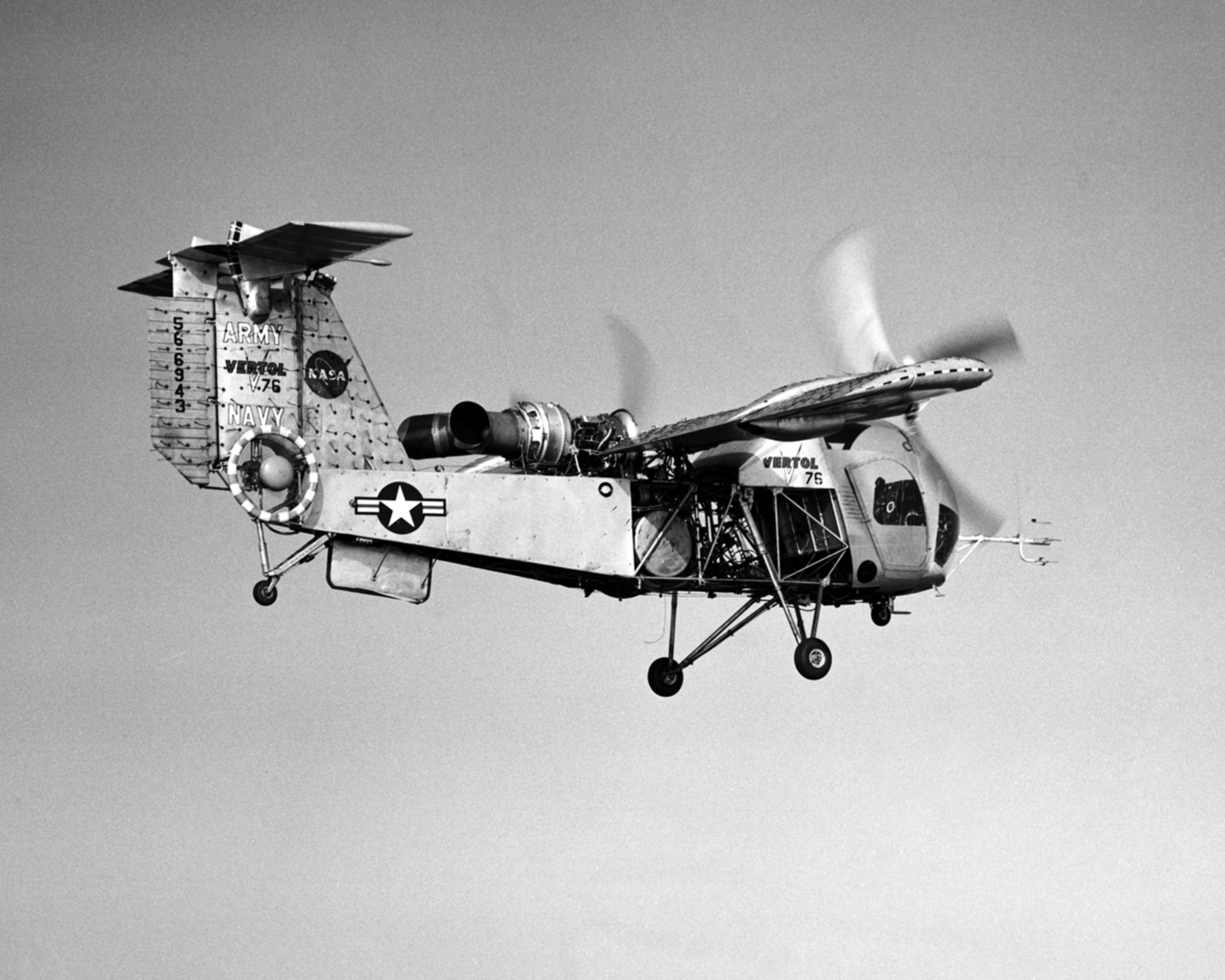
El Vertol VZ-2 durante una prueba de vuelo.

La aeronave disponía de un fuselaje en forma de tubo y una cabina en forma de burbuja, similar a la de los helicópteros. En la parte posterior de la aeronave se instalaron hélices que ayudaban a controlar la aeronave a bajas velocidades.
Las pruebas en tierra comenzaron en abril de 1957. El 13 de agosto del mismo año, el VZ-2 realizó su primer vuelo, únicamente en modo vertical. El 23 de julio de 1958, la aeronave realizó su primera transición completa del modo vertical al modo horizontal. El programa de pruebas concluyó en el año 1965, con un total de 450 horas de vuelo acumuladas. Posteriormente, la aeronave se transfirió al Museo Nacional del Aire y el Espacio de Estados Unidos para ser preservada.

## Operadores
Estados Unidos
- NASA

## Especificaciones (VZ-2)

### Características generales
- Tripulación: Uno (piloto)
- Capacidad: 1 pasajero/observador
- Longitud: 8,1 m (26,4 ft)
- Envergadura: 7,6 m (24,9 ft)
- Altura: 3,2 m (10,3 ft)
- Perfil alar: NACA 4415
- Peso vacío: 1678 kg (3698,3 lb)
- Planta motriz: 1× turboeje Avco Lycoming YT53-L-1.
  - Potencia: 522 kW (720 HP; 710 CV)

### Rendimiento
- Velocidad máxima operativa (Vno): 340 km/h (211 MPH; 184 kt)
- Alcance: 210 km (113 nmi; 130 mi)
- Techo de vuelo: 4200 m (13 780 ft)

## Aeronaves relacionadas

### Aeronaves similares
- Canadair CL-84
- LTV XC-142
- Hiller X-18
- Dornier Do 29

### Secuencias de designación
- Secuencia VZ-_ (Aeronaves de investigación VTOL del Ejército estadounidense, 1956-1962): VZ-1 - VZ-2 - VZ-3 - VZ-4 - VZ-5 →